# Бунго (проток)
Бунго (на японски: 豊後水道, Bungo-suidō) е проток между японските острови Кюшу на запад и Шикоку на изток, съединяващ Вътрешно Японско море на север с Тихия океан на юг. Най-тясната му част носи названието Хаясуи. Дължината му е около 65 km, ширината – от 30 до 75 km, а минималната дълбочина на фарватера е около 75 m. Бреговете му са силно разчленени и образуват множество малки и удобни заливи (Ува, Усуки). Има и множество малки острови (Хибури-Сима, Тодзима и др.). Най-големите градове и пристанища по бреговете му са: Саеки, Цукуми, Усуки, Саганосеки (на остров Кюшу); Цушима, Увадзима, Йосида, Явятяхама, Хонаи (на остров Шикоку).